# Buffalo Soldiers (film)
Pour les articles homonymes, voir Buffalo Soldier et Buffalo Soldier (chanson).
Pour plus de détails, voir Fiche technique et Distribution.
Buffalo Soldiers ou Soldats sans bataille au Québec, est un film germano-britannique réalisé par Gregor Jordan, sorti en 2001.

## Synopsis
En 1989, peu avant la chute du Mur de Berlin. Chef de file d'un groupe de soldats américains mobilisés en Allemagne de l'ouest, le spécialiste Ray Elwood s'adonne à divers trafics. Il transforme de la morphine en héroïne, qui est revendue par un autre militaire ; il revend illégalement à des civils des produits de nettoyage appartenant à l'armée. Ainsi, lorsqu'ils croisent deux camions de l'armée contenant de nombreuses armes dont les conducteurs viennent d'être tués par accident, il cache le matériel et organise leur revente. Son fournisseur de morphine accepte les armes en échange d'une grosse quantité de morphine.
En parallèle, l'adjudant-chef Lee arrive sur la base, qui ne voit pas d'un bon œil le style de Elwood.

## Fiche technique
- Titre : Buffalo Soldiers
- Titre québécois : Soldats sans bataille
- Réalisation : Gregor Jordan
- Scénario : Eric Weiss, Nora Maccoby et Gregor Jordan, d'après le roman homonyme de Robert O'Connor
- Production : Rainer Grupe, Ariane Moody, Oliver Huzly, Chris Thompson, Reinhard Klooss, James Schamus et Paul Webster
- Budget : 15 millions de dollars
- Musique : David Holmes et New Order
- Photographie : Nic Sadler et Oliver Stapleton
- Montage : Lee Smith
- Décors : Steven Jones-Evans
- Pays d'origine :  Royaume-Uni et  Allemagne
- Langue originale : anglais
- Format : couleurs - 2,35:1 - DTS, Dolby Digital et SDDS - 35 mm
- Genre : comédie noire, thriller et guerre
- Durée : 98 minutes
- Dates de sortie : 8 septembre 2001 (festival de Toronto), 18 juillet 2003 (Royaume-Uni), 17 septembre 2003 (Belgique)

## Distribution
- Joaquin Phoenix (VF : Bruno Choël ; VQ : Antoine Durand) : Ray Elwood
- Ed Harris (VF : Richard Darbois ; VQ : Éric Gaudry) : le colonel Berman
- Scott Glenn (VF : Philippe Dumond ; VQ : Jean-Marie Moncelet) : l'adjudant-chef Lee
- Anna Paquin (VQ : Camille Cyr-Desmarais) : Robyn Lee
- Haluk Bilginer : le Turc
- Elizabeth McGovern (VF : Catherine Desplaces ; VQ : Anne Bédard) : Margot Berman
- Michael Peña (VF : Constantin Pappas ; VQ : Pierre-Alexandre Fortin) : Garcia
- Leon Robinson : Stoney
- Gabriel Mann (VQ : Benoit Éthier) : Knoll
- Dean Stockwell : le général Lancaster
- Idris Elba : Kimborough
- Brian Delate : le colonel Marshall
- Shiek Mahmud-Bey (VQ : Benoit Rousseau) : le sergent Saad
- Amani Gethers : Kirschfield
- Noah Margetts : Rothfuss
- Tom Ellis : Squash
- Kick Gurry : Video

 Source et légende : version française (VF) sur RS Doublage et version québécoise (VQ) sur Doublage.qc.ca.

## Autour du film
- Le tournage s'est déroulé à Baden-Baden, Jockrim, Karlsruhe, Königsbach-Stein, Mannheim, Pforzheim et Siegelsbach, en Allemagne.
- Les chars américains M1 Abrams que l'on peut voir dans le film sont en réalité des chars allemands Leopard 1 modifiés.

## Bande originale
- Fight the Power, interprété par Public Enemy
- Slashers Revenge, interprété par David Holmes
- Bear Witness, interprété par Dr. Octagon
- Blue Monday, interprété par New Order
- Holy Calamity (Bear Witness II), interprété par Handsome Boy Modeling School
- Say No Go, interprété par De La Soul
- Ich Bin Ein Arschloch, interprété par Prollhead
- Mosque
- Funky Prelude, interprété par Tot Taylor
- Held Down, interprété par De La Soul et Cee-Lo

## Récompenses
- Nomination à la Grenouille d'or (meilleure photographie) pour Oliver Stapleton, lors du Camerimage 2001.
- Nomination au prix du meilleur film britannique indépendant, meilleur scénario, meilleure musique et meilleur acteur (Joaquin Phoenix), lors des British Independent Film Awards 2003.
- Prix du meilleur scénario, lors des Evening Standard British Film Awards 2004.